# Мейтленд (Австралія)
Мейтленд (англ. Maitland) — місто в Австралії, у штаті Новий Південний Уельс. Населення 67 тисяч чоловік (2013). Місто розташоване за 166 км на північ від Сіднея та за 35 км на південний захід від Ньюкасла на березі річки Гантер. Через часті розливи річки Гантер у Мейтленді нерідкі сильні повені.
З 1986 року в Мейтленді щорічно проводиться фестиваль Hunter Valley Steamfest, присвячений історії розвитку залізничного транспорту і промисловості у районі Мейтленда.

## Галерея

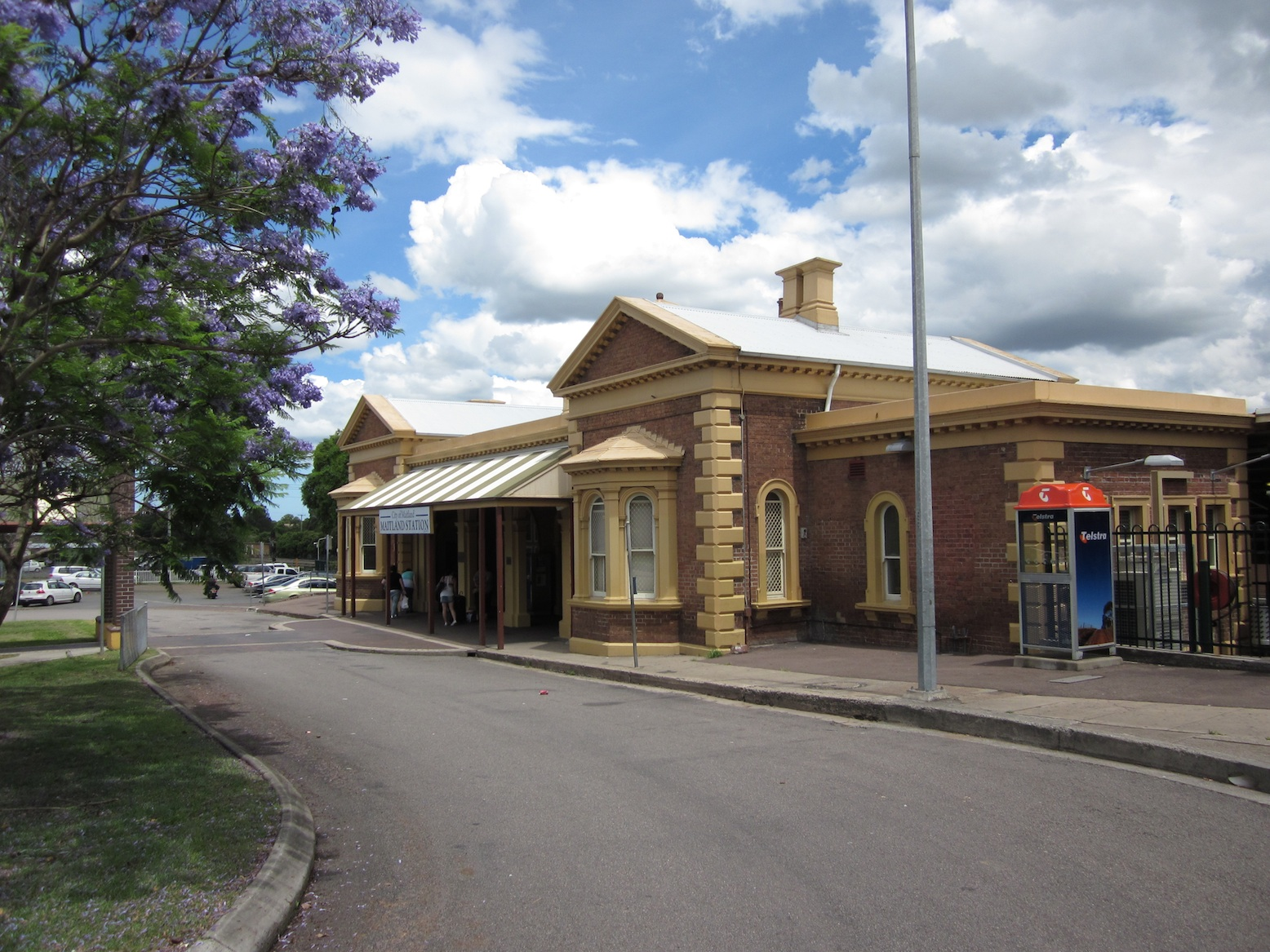
Залізнична станція у Мейтленді
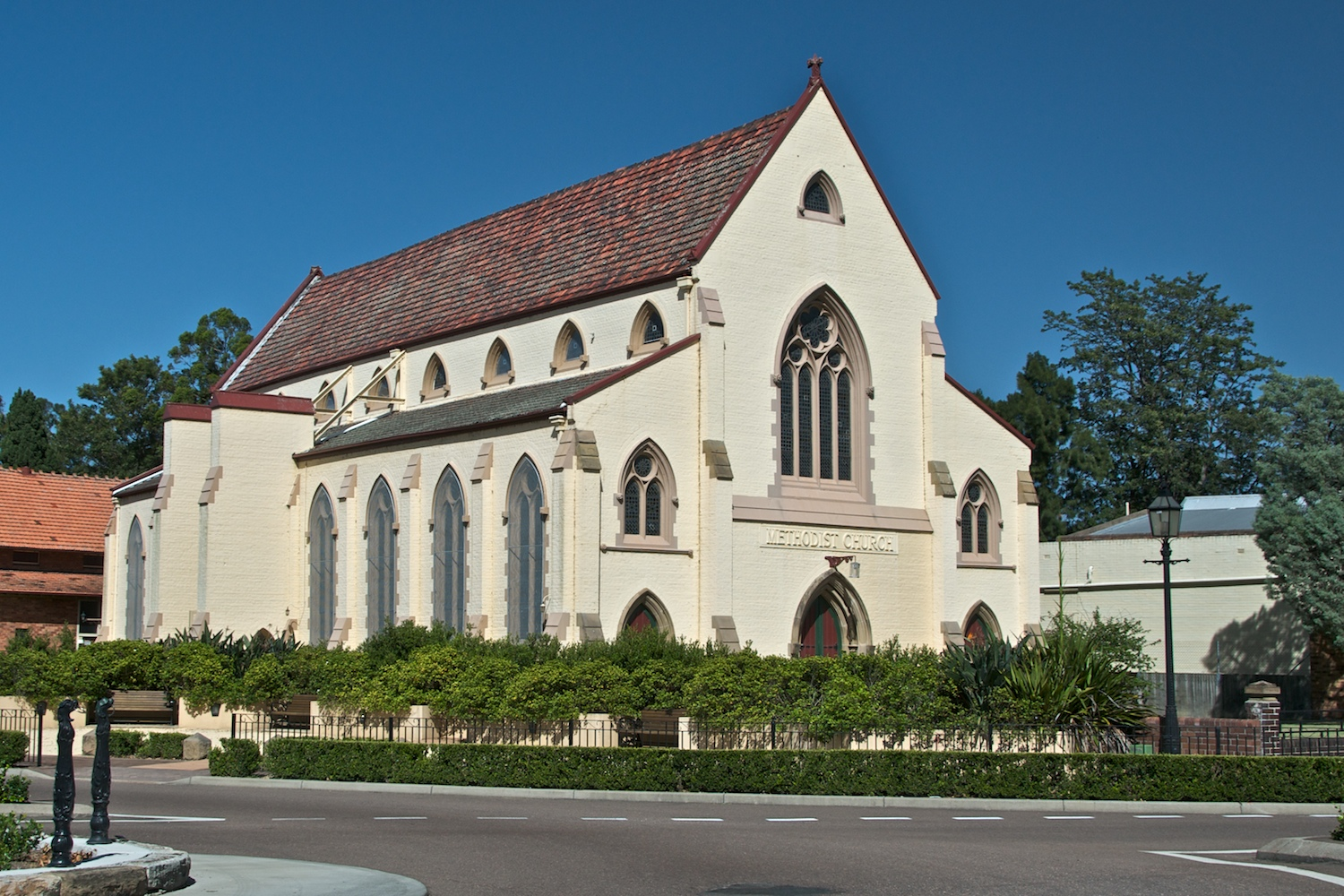
Стара методистська церква
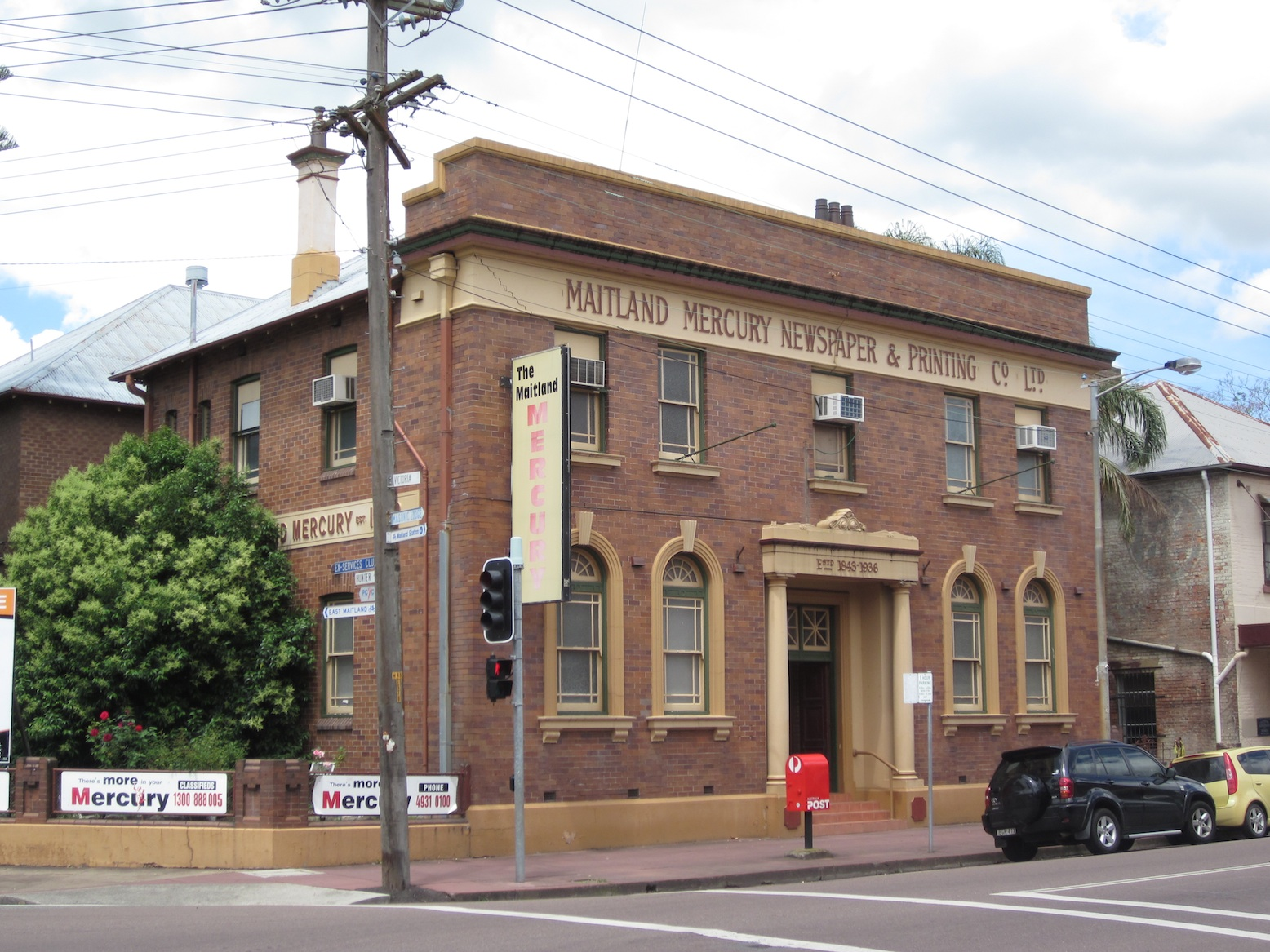
Maitland Mercury — одна з найстаріших регіональних газет Австралії
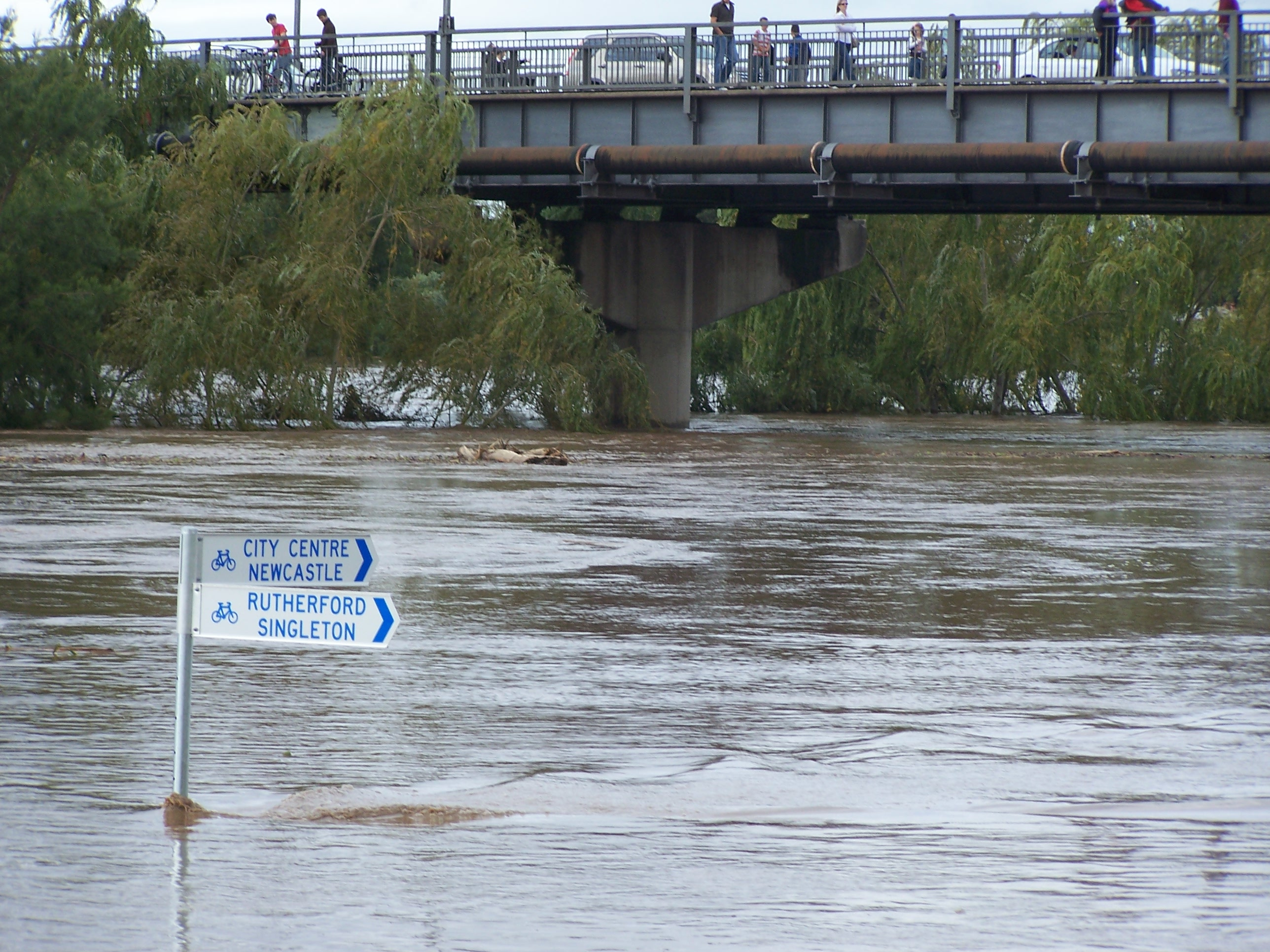
Повінь 2007 року
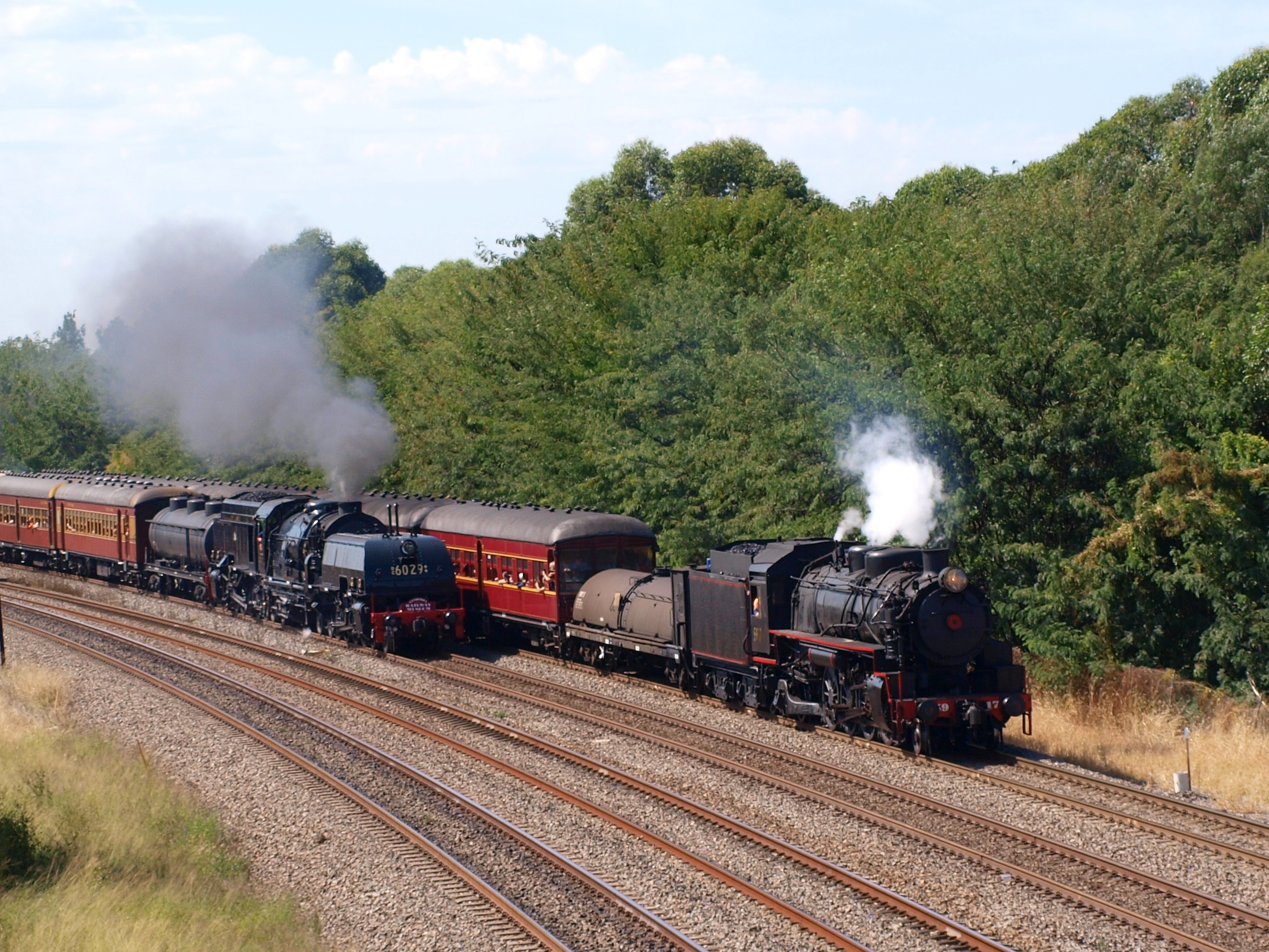
Hunter Valley Steamfest 2016
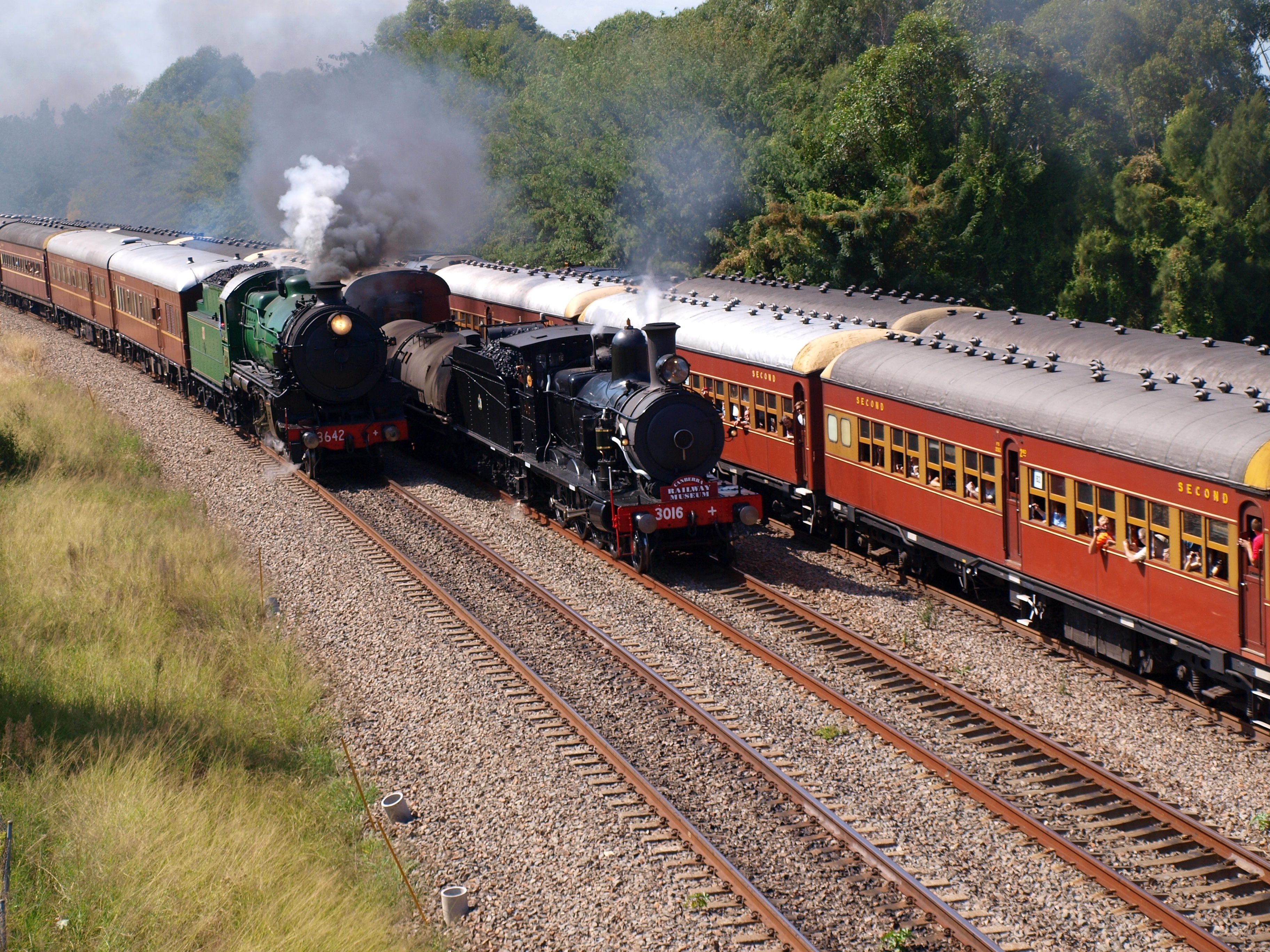
Гонка поїздів